# Antonino Jastin Garcia López
Antonino Jastin Garcia López (Lleida, 2004) és un futbolista català, que té nacionalitat portuguesa, i que juga al Girona Futbol Club d'ençà la temporada 2019-2020, en què es va incorporar a l'equip cadet, i destaca per la seva agilitat i capacitat de driblatge.

## Trajectòria
Jastin va néixer a Lleida de pare capverdià i portuguès i mare espanyola, i té doble ciutadania espanyola i portuguesa. La seva carrera esportiva va començar jugant al Fif lleida, per després anar-se'n al Lleida Esportiu en què va estar fins a 2019, quan va ingressar a les categories inferiors del Girona FC per jugar al cadet "A".
La temporada 2023-24, després d'acabar la seva etapa juvenil, s'incorpora al Girona FC B, i va renovar el seu contracte fins a 2027. Durant la temporada 2023-24, gaudiria de minuts amb el primer equip en altres dos partits més a la primera divisió, davant el Getafe CF i el València CF.
El 9 de març de 2024, fa el seu debut amb el primer equip del Girona FC a la primera divisió, en un partit enfront del CA Osasuna. El 8 de novembre de 2024 va debutar amb el Girona en un partit de Champions League, una derrota per 4-0 al camp del PSV Eindhoven.

## Internacional

### Catalunya
El 29 de maig de 2024 va disputar amb la selecció catalana el partit contra el Panamà, que va acabar en un empat a 2, a l'Estadi de la Nova Creu Alta.

### Portugal
Al març de 2024, Jastin va ser convocat per a la selecció de futbol sub-20 de Portugal per a dos amistosos contra la República Txeca i Dinamarca.